# هربرت نینواس
هربرت نینواس (آلمانی: Herbert Ninaus; ۳۱ مارس ۱۹۳۷ – ۲۴ آوریل ۲۰۱۵) بازیکن فوتبال اهل اتریش-استرالیا بود.
از باشگاه‌هایی که در آن بازی کرده‌است می‌توان به باشگاه فوتبال گراتس اشاره کرد.
وی همچنین در تیم‌های ملی فوتبال اتریش و استرالیا بازی کرده‌است.